# Adélio Sarro
Adélio Sarro Sobrinho (Andradina, 7 de setembro de 1950) é um pintor, desenhista, escultor e muralista brasileiro.

## Biografia

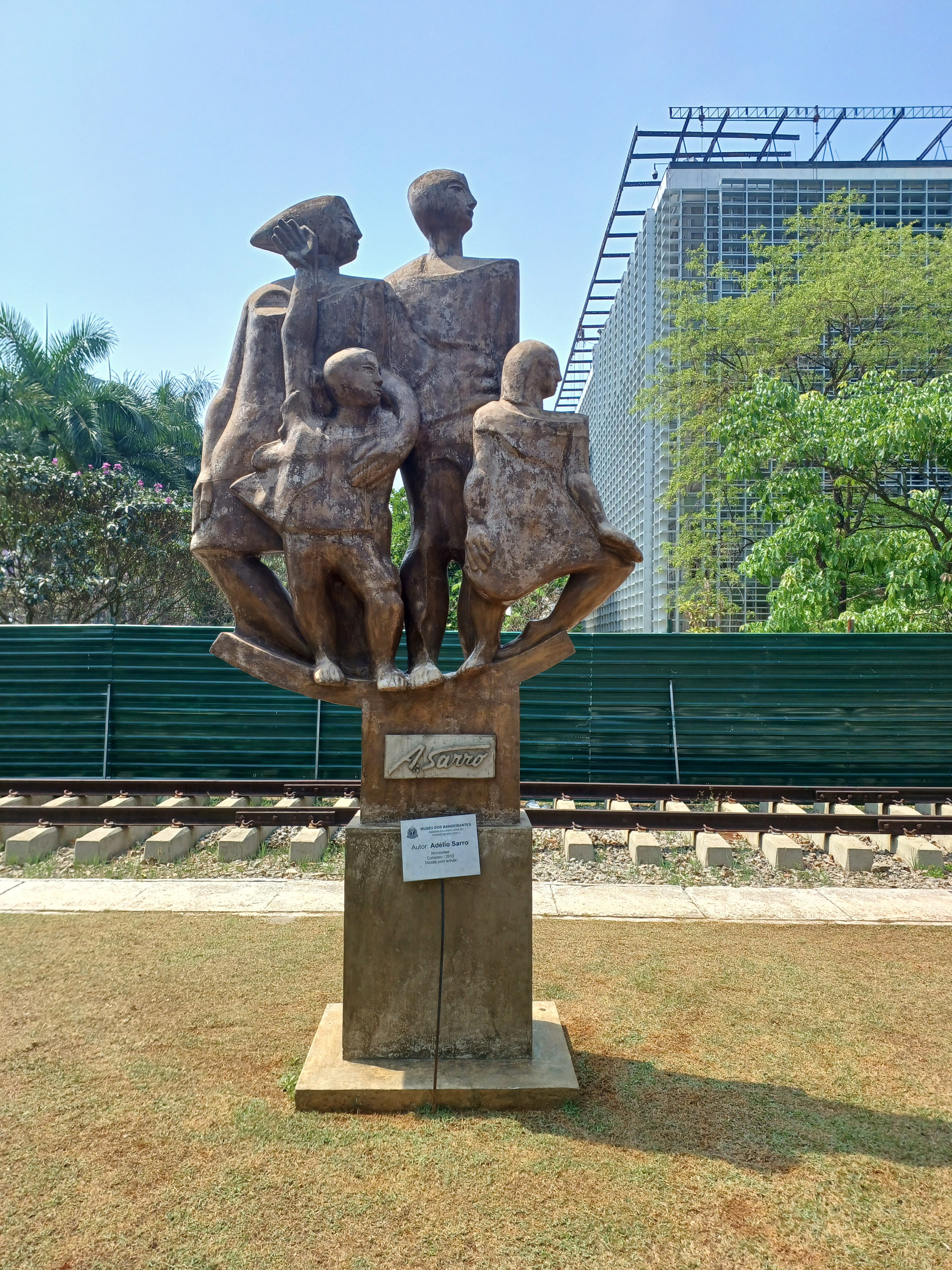
Escultura no Palácio 9 de Julho

Filho de agricultores de origem italiana e portuguesa, desde tenra idade demonstrou inclinação e gosto para o desenho. Acompanhou a família, sempre a procura de melhores condições de vida, por diversas cidades de São Paulo e Goiás. Chegando a Duartina, seu pai resolveu abandonar o trato da terra para assumir a profissão de pedreiro, tendo Adélio como ajudante. Quando tinha dezesseis anos, sua irmã casou-se e veio morar em São Caetano, trazendo logo em seguida para aquela cidade o restante da família. De início, pai e filho retomaram o ofício de pedreiro, mas Adélio Sarro tinha projetos mais ambiciosos. Nunca tinha deixado de lado seu rabiscos, porém tencionava conseguir muito mais. De início, um programador visual deu-lhe o emprego de letrista enquanto nas horas vagas frequentava as aulas de uma professora do Grande ABC. Assim começou a desenhar e a pintar seus quadrinhos que, reconhece, ainda estavam muito longe de qualquer ideal. Nessa época organizou sua primeira exposição no Centro de Convenções de São Bernardo. Apresentava paisagens que, embora achasse trabalhos fracos e sem importância, o público gostou e muitos trabalhos foram vendidos.

### Brodowski e Portinari
Por uma casualidade,em 1972, viajou à pequena cidade paulista de Brodowski e lá tomou contato com a obra de Cândido Portinari. Ficou tão deslumbrado e fascinado com o que viu, que imediatamente decidiu seguir a carreira de pintor. Comprou livros sobre Portinari e começou a trabalhar copiando as obras do grande artista. No começo teve grande dificuldade. Fazia, refazia, destruia o mesmo trabalho. Queria chegar de qualquer maneira a um nível satisfatório. E, aos poucos, com grande esforço e tenacidade, conseguiu alcançar um nível de pintura que lhe agradava.

### A Praça da República
Nessa época os novos artistas, que não tinham acesso às grandes galerias, só tinham como opção expor seus trabalhos nas feiras de domingo realizadas na Praça da República no centro de São Paulo.
Não era o local mais ambicionado pelos pintores, mas lá ganhavam visibilidade, clientes - inclusive turistas estrangeiros, faziam amizade e trocavam experiências com outros artistas. E também ali surgiam oportunidades de novas exposições que Sarro soube bem aproveitar. Assim aconteceram, a partir de 1973, participações em mostras coletivas e individuais
em São Paulo, Limeira, Piracicaba, Santos e mais outras dez cidades brasileiras.

### Pintor internacional
Tornando-se cada vez mais conhecido e graças às amizades que ia formando, em 1981, Adélio Sarro foi convidado para organizar seis diferentes mostras no Japão. Era seu batismo como pintor internacional. Dois anos depois foi para a Itália e, nos anos seguintes, o Japão novamente, Uruguai, Argentina, França, Estados Unidos, Portugal, Nicarágua, Suíça, Alemanha, Bélgica, Noruega, Singapura e Austrália.

### Esculturas, painéis, monumentos, vitrais
Adélio Sarro não foi apenas um desenhista e pintor em telas. Ganhando notoriedade como artista e desenvolvento técnicas novas, pode atender encomendas de instituições públicas e privadas.
A primeira instituição que lhe encomendou um trabalho de grande formato foi a Federação da Agricultura do Estado de Goiás para a qual, em 1984, Sarro pintou um painel de dois metros e meio por seis.